# Zygothrica subcandens
Zygothrica subcandens är en tvåvingeart som beskrevs av Burla 1956. Zygothrica subcandens ingår i släktet Zygothrica och familjen daggflugor. Inga underarter finns listade i Catalogue of Life.